# 特爾帕內卡

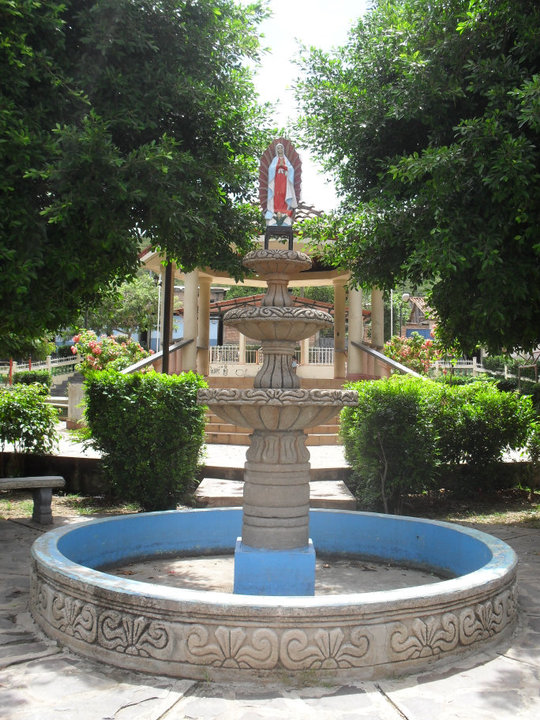
特爾帕內卡

特爾帕內卡（西班牙語：Telpaneca），是尼加拉瓜的城鎮，位於該國北部，由馬德里斯省負責管轄，始建於1600年至1625年之間，面積353平方公里，海拔高度529米，2005年人口19,025，人口密度每平方公里53.9人。
13°32′N 86°17′W / 13.533°N 86.283°W